# The Outrun
The Outrun er en britisk film fra 2024, der er instrueret af Nora Fingscheidt og har Saoirse Ronan i hovedrollen som en ung kvinde, der vender tilbage til Orkneyøerne for at løse sit alkoholproblem. Manuskriptet er baseret på Amy Liptrots selvbiografi The Way Out: Days on Orkney.

## Handling
Partypigen Rona, spillet af Saoirse Ronan, vender hjem til Orkneyøerne fra en vild storbytilværelse i London efter at have erkendt, at hun har et alkoholproblem. Da barndomshjemmet hurtigt bliver for klaustrofobisk, tager hun arbejde som fuglekigger på en lille ø.

## Medvirkende
- Saoirse Ronan som Rona
- Saskia Reeves som Annie
- Stephen Dillane som Andrew
- Lauren Lyle som Julie
- Paapa Essiedu som Daynin
- Izuka Hoyle som Gloria
- Eilidh Fisher som Evie

## Modtagelse

### USA
På det amerikanske websted Rotten Tomatoes, der opsummerer amerikanske mediers filmanmeldelser, var 82 % af de 157 indsamlede anmeldelser positive med en gennemsnitlig vurdering på 7,5 ud af 10 mulige point. Webstedets sammenfattende vurdering lød: "Med Saoirse Ronans dybt engagerede præstation i den centrale rolle giver The Outrun et bevægende portræt af afhængighed på trods af filmens noget uformelige fortælling."

### Danmark
Filmmagasinet Ekko gav filmen fem stjerner og kaldte den et filmisk stærkt drama om alkoholmisbrugets skræmmende rasen samt "ægte og stor filmkunst". I Berlingske fik filmen fire stjerner, og anmelderen roste Ronan, men mente også, at filmen mistede pusten i tredje akt og endte lovlig Hollywood-agtigt. I Information kaldte Anna von Sperling filmen for betagende og var også meget rosende overfor Ronans præstation.